# Maria Vitória Margarida de Saboia
Maria Vitória Margarida de Saboia (Turim, 22 de junho de 1740 - Turim, 14 de julho de 1742) foi um princesa da Casa de Saboia . Ela era filha do rei Carlos Emanuel III da Sardenha com sua terceira esposa Isabel Teresa de Lorena.

## Biografia
Princesa Maria Vitória nasceu em Turim. Ela foi a primeira e única filha de seu pai Carlos Emanuel III da Sardenha com sua terceira esposa Isabel Teresa de Lorena. Sua mãe morreu ao dar à luz seu irmão, o príncipe Benedito, em homenagem ao papa Bento XIV, que se tornou papa no ano anterior ao seu nascimento.
Seus primos paternos incluíam Luís XV da França; o futuro Fernando VI de Espanha; e Luís Vítor, Príncipe de Carignano. Suas primas maternas incluíam a futura rainha de Nápoles, Maria Carolina; o futuro Imperador do Sacro Império Romano, José II; e a famosa rainha da frança, Maria Antonieta.
Morreu em Turim aos 2 anos e foi sepultada na Basílica de Superga, Turim.